# Rising Appalachia
Rising Appalachia é uma banda estado-unidense de música folk dos Apalaches, composta pelas irmãs multi-instrumentistas Leah Song e Chloe Smith. Sua música está profundamente enraizada nas paisagens de Atlanta, Nova Orleans e no sul das montanhas Blue Ridge dos Apalaches. A Rising Appalachia combina uma ampla gama de instrumentos e estilos em uma paleta musical que abrange de banjos e violinos a djembe, balafon, congas, tablas, kalimbas, beatbox e até didgeridoo. Esta combinação distinta dá origem a um mosaico musical que entrelaça elementos, além do folk, da música do mundo (world music), soul, hip-hop e jazz.

## História

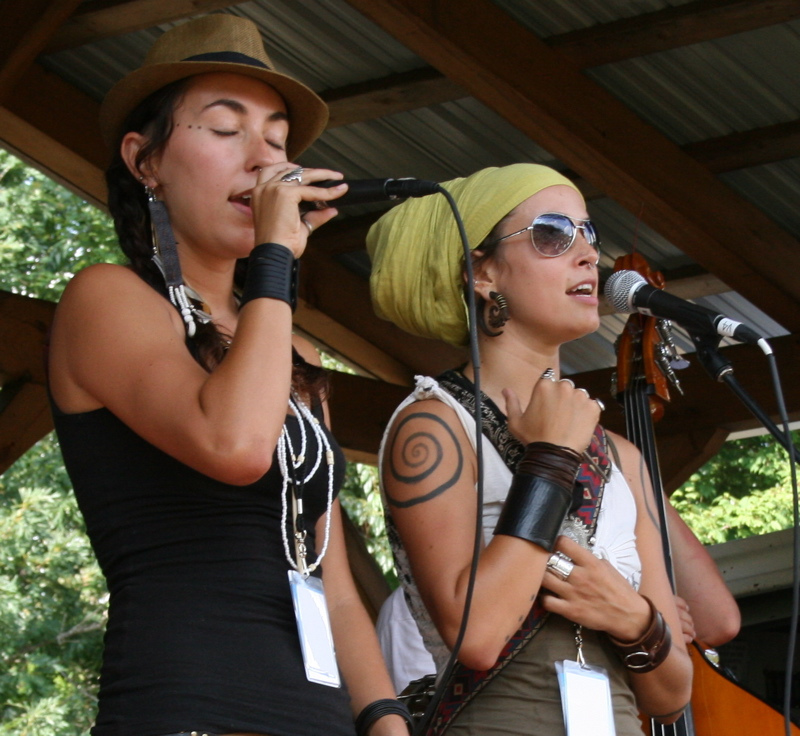
Chloe and Leah Smith at FloydFest 2010

Em 2005, as irmãs Leah e Chloe Smith, decidiram uma tarde gravar seu primeiro álbum, Leah and Chloe, no estúdio no porão de uma amiga no centro de Atlanta, Geórgia. O álbum foi concebido como um presente para a família e amigos, mas elas receberam tanto apoio e reconhecimento que decidiram formar oficialmente uma banda chamada Rising Appalachia. As irmãs se mudaram para Nova Orleans em 2006, cerca de um ano após o furacão Katrina.
No começo, as irmãs tocavam nas ruas, no French Quarter de Nova Orleans e lugares afins. Elas começaram a encontrar sua própria interpretação natural da música dos Apalaches, que reunia folk, soul, hip-hop, clássico, gospel do sul e outros estilos com base em sua educação na música tradicional de bandas de cordas dos Apalaches, bem como na influência da música urbana como hip-hop e jazz e da música de raiz americana e da world music de todos os gêneros que experimentaram durante suas viagens pelo mundo. Elas lançaram seu segundo álbum, Scale Down, em 2007.